# Croix de Langoërat
La croix de Langoërat, un village de la commune Kermoroc'h du département des Côtes-d'Armor dans la région Bretagne en France, est une croix datant du XVIIe siècle. Elle a été inscrite monument historique le 7 décembre 1925.
Ce monument est intermédiaire entre la simple croix de chemin et les grands calvaires. Aux quatre coins du socle figurent les saints Pierre, Paul, André et Yves et, sous la croix, quelques personnages de la Passion et des anges qui recueillent le sang du Christ. À l'avers de la croix, Dieu le Père et le Christ en croix. Sur le fût sont sculptées les marques du supplice : deux pieds, deux mains et un calice.

## Galerie

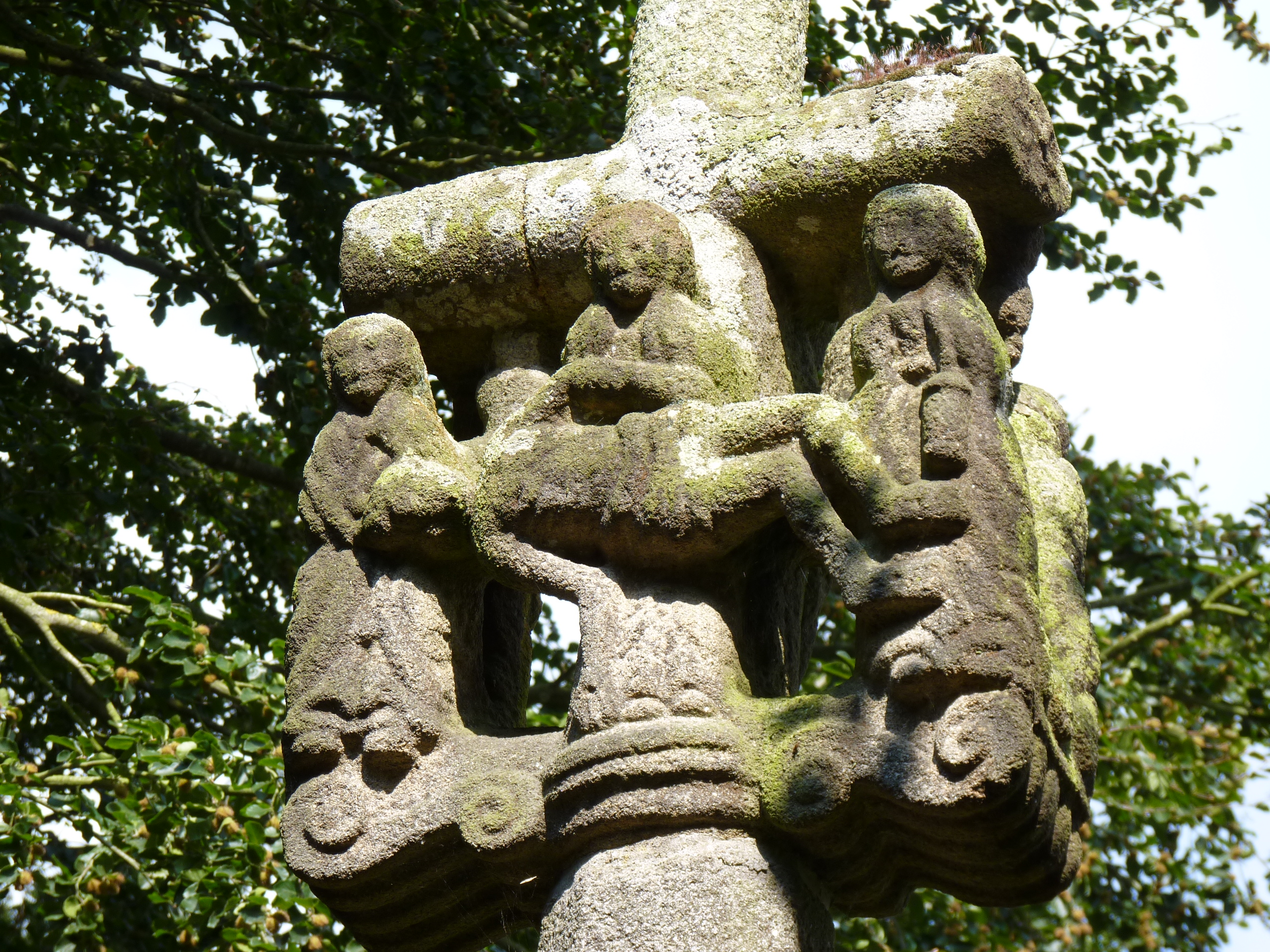
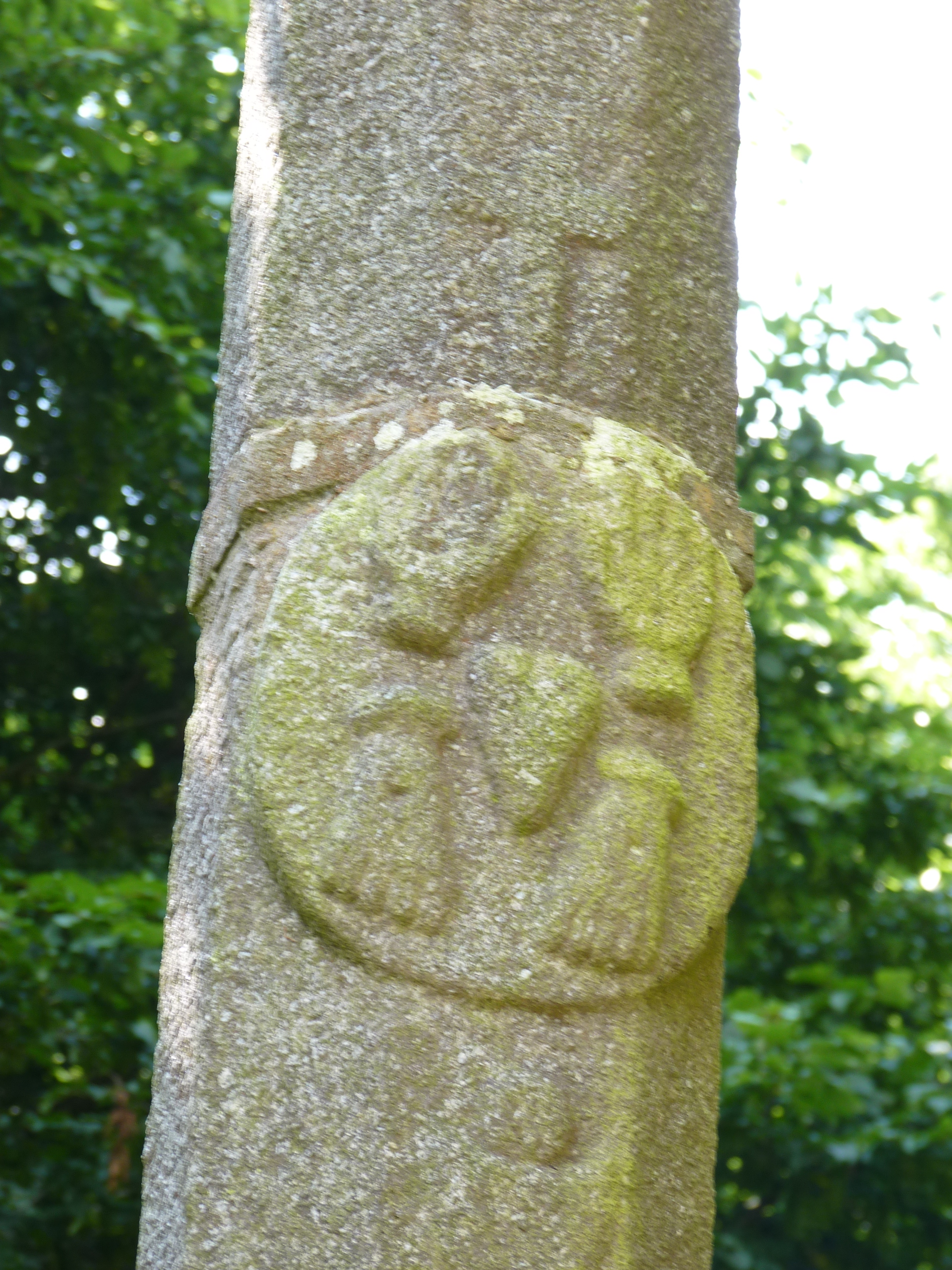
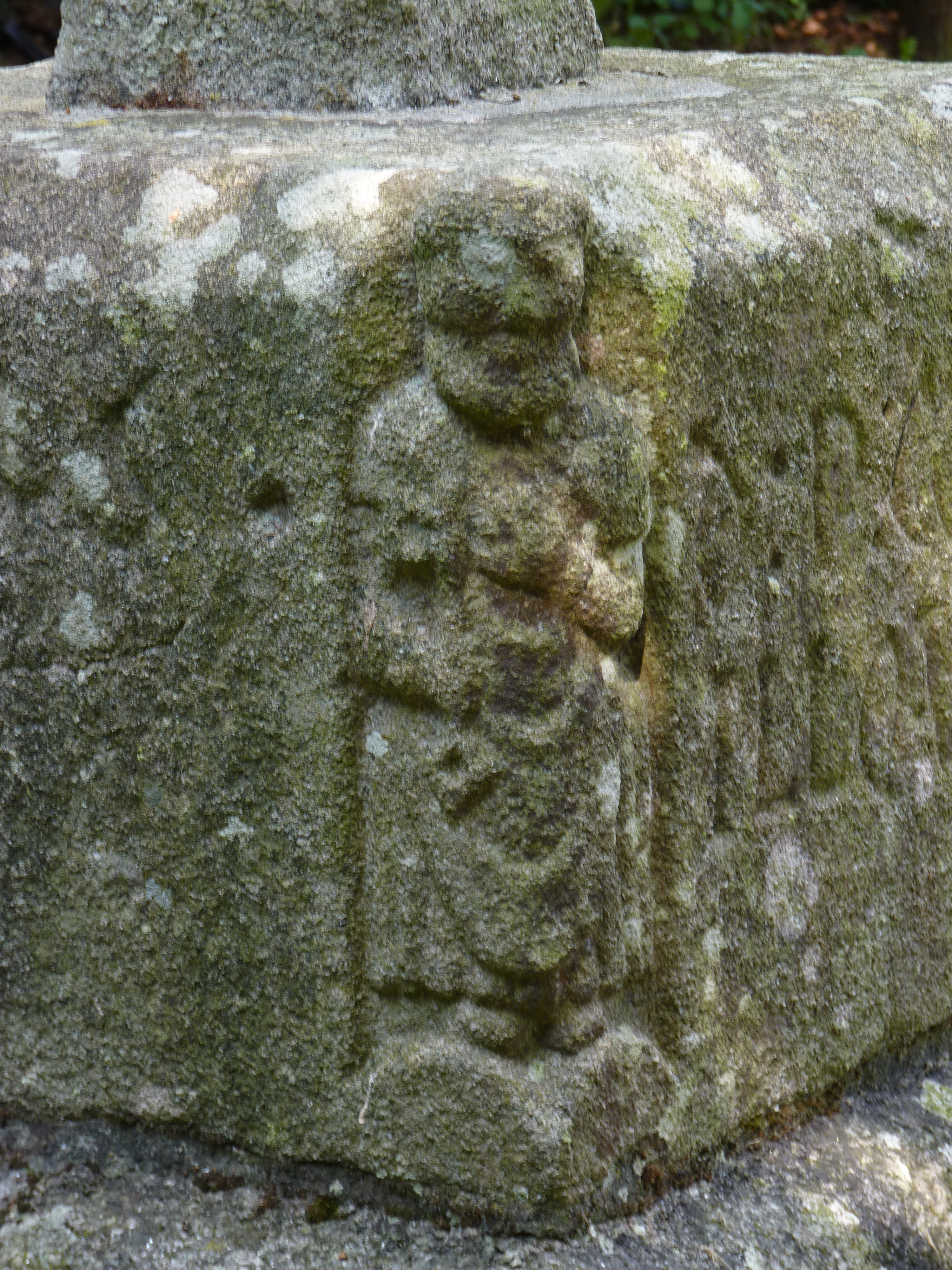
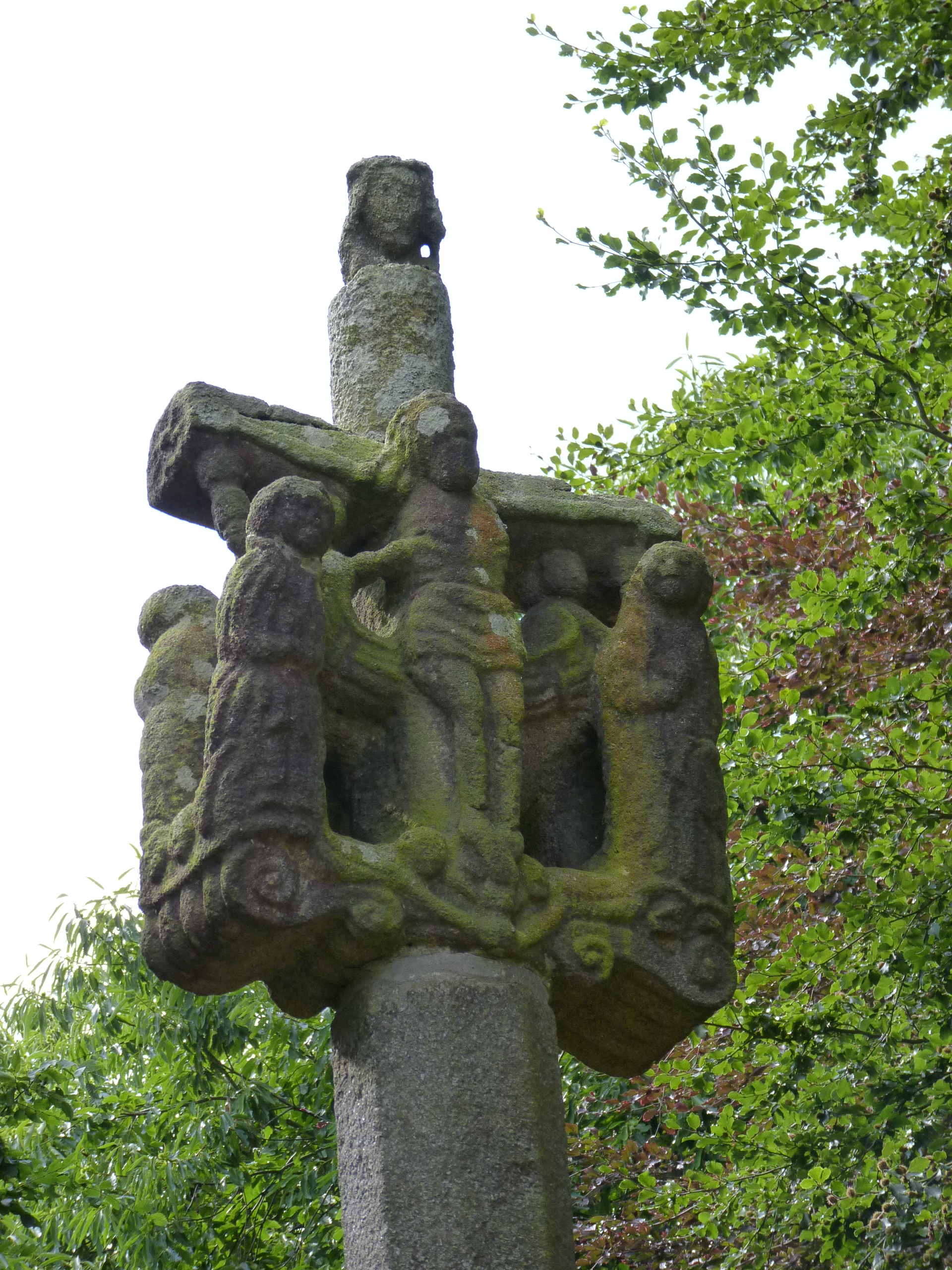
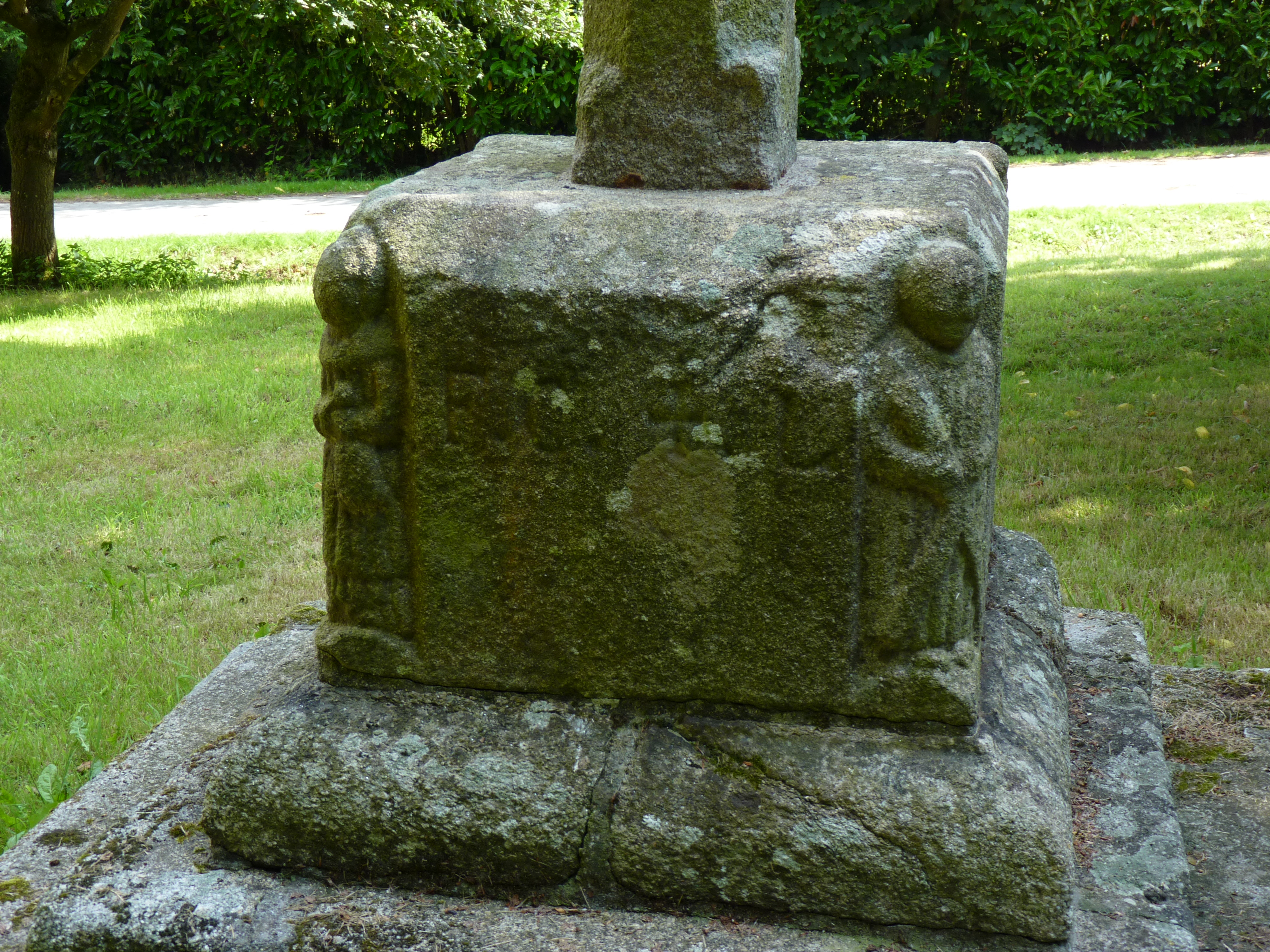